# Rüti (Zúric)
Rüti és un municipi del cantó de Zúric (Suïssa), situat al districte de Hinwil.